# Höhere Kaderausbildung der Armee

Logo der HKA

Die Höhere Kaderausbildung der Armee (kurz: HKA) ist die für die Führungs- und Stabsausbildung der Milizkader ab der Stufe Einheit sowie für die Ausbildung der Berufsoffiziere und Berufsunteroffiziere zuständige Organisationseinheit der Schweizer Armee. Als Kompetenzzentrum für militärische Führungsausbildung und militärwissenschaftliche Forschung erbringt die HKA ihre Leistungen für die Armee, in Partnerschaft mit den anderen Trägern der Nationalen Sicherheitskooperation und zivilen Bildungsorganisationen.
Der HKA sind vier Kommandos zugeteilt. An der Zentralschule und an der Generalstabsschule werden Milizkader ausgebildet. Die Militärakademie an der ETH Zürich ist für die Grund- und Weiterausbildung der Berufsoffiziere und die Berufsunteroffiziersschule der Armee für die Grund- und Weiterausbildung der Berufsunteroffiziere verantwortlich. Neben dem Bildungsauftrag der Armee erarbeiten die Kommando der HKA systematisch-konzeptionelle Grundlagenarbeit für die Doktrin-Weiterentwicklung.
In jährlich über 120 Lehrgängen, Kursen und Schulungen werden über 8000 Lehrgangsteilnehmende aus allen Truppengattungen und Dienstzweigen der Schweizer Armee ausgebildet.
Die HKA wird seit dem 1. August 2024 von Divisionär René Wellinger geführt.

## Milizausbildung
Zentralschule (ZS)
Die Zentralschule ist Teil der Höheren Kaderausbildung der Armee (HKA). Sie trägt die Verantwortung für die militärische Führungsausbildung der angehenden Einheitskommandanten, der Truppenkörperkommandanten sowie der Führungsgehilfen des Truppenkörperstabes. Darüber hinaus stelle sie die zivil anerkannte modulare Führungsausbildung der Stufe Gruppenführer, höhere Unteroffiziere, Zugführer sowie Quartiermeister sicher.
Kommandant Brigadier Benedikt Roos
Generalstabsschule (Gst S)
Die Gst S hat als Organisationseinheit der Höheren Kaderausbildung der Armee (HKA) die Aufgabe, die Grund- und Weiterausbildung der Generalstabsoffiziere sicherzustellen. Sie bildet aber auch Stabsoffiziere der Grossen Verbände aus und führt simulatorgestützte Stabsübungen zu Gunsten der Grossen Verbände sowie verschiedener Lehrgänge innerhalb der HKA durch.
Kommandant Brigadier Gregor Metzler

## Berufsmilitärschulen
Militärakademie an der ETH Zürich (MILAK)
Die Militärakademie (MILAK) an der ETH Zürich ist die Ausbildungsstätte für die Aus- und Weiterbildung der Berufsoffiziere der Schweizer Armee. Die Berufsoffiziere werden wissenschaftsbasierten, werteorientierte und praxisnah aus- und weitergebildet und auf ihre Aufgaben gezielt vorbereitet. Die Militärakademie  ist ein international anerkanntes Kompetenzzentrum für Militärwissenschaften mit sechs Dozenturen: Führung und Kommunikation, Militärgeschichte, Militärökonomie, Militärpsychologie und -pädagogik, Militärsoziologie und Strategische Studien. Sie ist die führende Institution in der Schweiz, die militärwissenschaftliche Forschung mit universitärem Anspruch zugunsten der wissenschaftlichen Erkenntnis und der Lehre betreibt. Mit dem Assessment-Center trägt sie zu einer professionellen Auswahl und Entwicklung wichtiger Kaderfunktionen in der Armee bei.
Kommandant Brigadier Hugo Roux
Berufsunteroffiziersschule (BUSA)
Die BUSA ist die Ausbildungsstätte für Berufsunteroffiziere aller Truppengattungen der Schweizer Armee. Im zweijährigen Grundausbildungslehrgang (GAL) erhalten höhere Unteroffiziere das nötige Rüstzeug, um in Rekruten- und Kaderschulen erfolgreich auszubilden, zu betreuen und zu führen. In den Weiterausbildungslehrgängen (WAL) werden erfahrene Berufsunteroffiziere auf neue Funktionen vorbereitet. Eine grosse Zahl an militärischem und zivilem Personal besucht jährlich die Weiterausbildungskurse (WAK) an der BUSA. Die BUSA ist auch zuständig für die internationalen Führungslehrgänge für Unteroffiziere, in denen Unteroffiziere der Partnership-for-Peace- und NATO-Staaten ausgebildet werden.
Oberst i Gst Reto Albert

## Liste der Kommandanten
- Divisionär René Wellinger (ab dem 1. August 2024)[1]
- Divisionär Germaine Seewer (1. Januar 2020 – 31. Juli 2024)
- Divisionär Daniel Keller (1. Januar 2017 – 31. Dezember 2019)
- Divisionär Philippe Rebord (1. Januar 2014 – 31. Dezember 2016)
- Divisionär Daniel Roubaty (1. Januar 2011 – 31. Dezember 2013)
- Divisionär Marco Cantieni (1. Juli 2008 – 31. Dezember 2010)
- Divisionär Ulrich F. Zwygart[2]